# John Lourie Beveridge

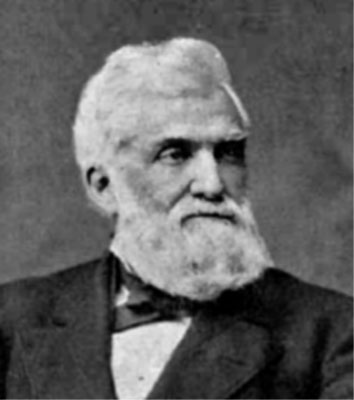
John Lourie Beveridge

John Lourie Beveridge, född 6 juli 1824 i Greenwich, New York, död 3 maj 1910 i Hollywood, Kalifornien, var en amerikansk republikansk politiker. Han var guvernör i delstaten Illinois 1873–1877.
Han studerade juridik och inledde sin karriär som advokat i Illinois. Han var 1871 ledamot av delstatens senat. Han var sedan ledamot av USA:s representanthus 1871–1873 och viceguvernör i Illinois 1873. Richard James Oglesby avgick som guvernör efter bara tio dagar för att tillträda som ledamot av USA:s senat. Beveridge fick således vara guvernör i nästan en hel ämbetsperiod. Han efterträddes som guvernör av Shelby Moore Cullom.
Beveridges grav finns på Rose Hill Cemetery i Chicago.